# Emilio Ramos
Emilio Ramos Delgado (* 25. April 1935 in Madrid) ist ein spanischer Bogenschütze.
Ramos nahm an den Olympischen Spielen 1972 in München teil und beendete den Wettkampf im Bogenschießen auf Rang 49 unter 55 Startern.
Er gehört dem Olympischen Komitee Spaniens an.